# Levante-Front
Die Levante-Front (arabisch الجبهة الشامية, DMG al-Ǧabha aš-Šāmiyya; englische Transliteration: al-Jabhat al-Shamiya; deutsch auch: Al-Dschabhat al-Schamia) ist ein im Dezember 2014 entstandenes Bündnis von Rebellengruppen im Norden des Gouvernements Aleppo in Syrien. Die Levante-Front hat kein politisches Programm veröffentlicht, der überwiegende Teil ihrer Gründungsmitglieder favorisiert jedoch ein Syrien unter einer sunnitischen Agenda.

## Geschichte
Die Gründung des Bündnisses von sunnitisch-islamistischen Gruppen aus der Gegend um Aleppo wurde am 25. Dezember 2014 bekanntgegeben.
Schon vier Monate später kündigte Sakaria Malahifdschi, Leiter des politischen Büros der Levantiner Front, am 18. April 2015 die Auflösung des Bündnisses aufgrund von Problemen bei der politischen Koordinierung an. Die militärische Koordination sollte jedoch fortgeführt werden. Jedoch wurde am 18. Juni 2015 wiederum die Fortsetzung des Bündnisses bekanntgegeben. Neuer Anführer wurde der frühere Militärchef Abu Amr. Ende Juni wurde eine gemeinsame Erklärung veröffentlicht.
Das Bündnis wurde Anfang 2016 in Gefechte mit vorrückenden Einheiten der syrischen Regierungstruppen verwickelt, die – von russischen Luftangriffen unterstützt – nördlich von Aleppo vorrückten. Zeitgleich griffen kurdische Truppen der Volksverteidigungseinheiten (YPG) die Stellungen der Levante-Front an und eroberten am 11. Februar 2016 von ihnen den Militärflugplatz Menagh.
Die Levante-Front gab im August 2016 an, man wolle Dscharabulus vom IS erobern, bevor SDF-Einheiten die Möglichkeit dazu hätten. Dafür schloss sie sich als Teil der Freien Syrischen Armee der Operation Schutzschild Euphrat an.

## Gründungsorganisationen
An der Gründungsversammlung im Dezember 2014 waren folgende Gruppen beteiligt:
- die Islamische Front (Aleppo)[3] mit dem Anführer der dominierenden Al-Tawhid-Brigade Abdul Aziz Salama, auch „Abu Jumaa“ oder „Hajji Anadan“ genannt
- die Armee der Mudschaheddin (Dschaisch al-Mudschaheddin)[3] mit ihrem Anführer Mohammed Bakkur, genannt „Abu Bakr“
- die Nur al-Din al-Zengi-Brigaden[3] mit ihrem Anführer Tawfiq Shahabuddin
- die Versammlung „Verhalte dich recht, wie dir befohlen wurde“ (Tajammu Fastaqim Kama Umirt)[3] mit ihrem Anführer Mustafa Berro, genannt „Abu Qutaiba“
- Die „Front der Ursprünglichkeit und Entwicklung“ (Dschabhat al-Asala wa-'t-Tanmiya)[3] mit ihrem Vertreter Ibrahim Majbour

Abdul Aziz Salama wurde damals zum Oberkommandierenden der Levante-Front ernannt und Mohammed Bakkur zu deren Militärchef.